# Alembon
Alembon és un municipi francès, situat al departament del Pas de Calais i a la regió dels Alts de França. L'any 1999 tenia 395 habitants.

## Situació
Alembon es troba al nord del departament del Pas de Calais, a prop de Sanghen i Hermelinghen.

## Administració
Alembon es troba al cantó de Guînes, que al seu torn forma part del districte de Calais. L'alcalde de la ciutat és Daniel Jouglet (2001-2008).